# Élections législatives de 1981 dans l'Hérault
Les élections législatives françaises de 1981 dans l'Hérault se déroulent les 14 et 21 juin 1981.

## Élus
| Circonscription | Député sortant                                  | Parti | Parti    | Député élu ou réélu | Parti | Parti |
| --------------- | ----------------------------------------------- | ----- | -------- | ------------------- | ----- | ----- |
| 1re             | Robert-Félix Fabre suppléant de François Delmas |       | UDF (PR) | Georges Frêche      |       | PS    |
| 2e              | Gilbert Sénès                                   |       | PS       | Gilbert Sénès       |       | PS    |
| 3e              | Myriam Barbera                                  |       | PCF      | Jean Lacombe        |       | PCF   |
| 4e              | Paul Balmigère                                  |       | PCF      | Paul Balmigère      |       | PCF   |
| 5e              | Raoul Bayou                                     |       | PS       | Raoul Bayou         |       | PS    |

## Positionnement des partis
La majorité sortante UDF-RPR-CNIP se présente sous le sigle « Union pour la nouvelle majorité », le Parti socialiste unifié sous l'étiquette « Alternative 81 ».

## Résultats

### Résultats à l'échelle du département
| Parti          | Parti                              | Premier tour | Premier tour | Second tour | Second tour | Sièges |
| Parti          | Parti                              | Voix         | %            | Voix        | %           | Sièges |
| -------------- | ---------------------------------- | ------------ | ------------ | ----------- | ----------- | ------ |
|                | Parti socialiste                   | 122 249      | 39,63        | 138 472     | 47,52       | 4      |
|                | Parti communiste français          | 66 311       | 21,50        | 33 542      | 11,51       | 1      |
|                | Mouvement des radicaux de gauche   | 1 444        | 0,47         |             |             | 0      |
|                | Majorité présidentielle            | 190 004      | 61,60        | 172 014     | 59,03       | 5      |
|                |                                    |              |              |             |             |        |
|                | Union pour la démocratie française | 98 293       | 31,87        | 119 410     | 40,97       | 0      |
|                | Rassemblement pour la République   | 8 465        | 2,74         |             |             | 0      |
|                | Divers droite                      | 2 975        | 0,96         | 0           |             |        |
|                | Union pour la nouvelle majorité    | 109 733      | 35,57        | 119 410     | 40,97       | 0      |
|                |                                    |              |              |             |             |        |
|                | Parti socialiste unifié            | 4 388        | 1,42         |             |             | 0      |
|                | Front national                     | 3 030        | 0,98         | 0           |             |        |
|                | Extrême gauche (LO et LCR)         | 1 307        | 0,42         | 0           |             |        |
|                |                                    |              |              |             |             |        |
| Inscrits       | Inscrits                           | 459 605      | 100,00       | 400 468     | 100,00      | 5      |
| Abstentions    | Abstentions                        | 146 782      | 31,94        | 101 489     | 25,34       |        |
| Votants        | Votants                            | 312 823      | 68,06        | 298 979     | 74,66       |        |
| Blancs et nuls | Blancs et nuls                     | 4 361        | 1,39         | 7 555       | 2,53        |        |
| Exprimés       | Exprimés                           | 308 462      | 98,61        | 291 424     | 97,47       |        |

### Résultats par circonscription

#### Première circonscription (Montpellier-Est - Lunel)
| Candidat       | Candidat                | Parti          | Premier tour | Premier tour | Second tour | Second tour |  |
| Candidat       | Candidat                | Parti          | Voix         | %            | Voix        | %           |  |
| -------------- | ----------------------- | -------------- | ------------ | ------------ | ----------- | ----------- |  |
|                | François Delmas sortant | UDF (PR)       | 33 356       | 41,42        | 40 779      | 45,12       |  |
|                | Georges Frêche élu      | PS             | 30 799       | 38,24        | 49 608      | 54,88       |  |
|                | Jacques Roux            | PCF            | 10 325       | 12,82        |             |             |  |
|                | Yves Larbiou            | PSU            | 2 474        | 3,07         |             |             |  |
|                | Philippe de Parseval    | FN             | 2 140        | 2,66         |             |             |  |
|                | Vincent Calvo           | MRG            | 1 444        | 1,79         |             |             |  |
|                |                         |                |              |              |             |             |  |
| Inscrits       | Inscrits                | Inscrits       | 123 161      | 100,00       | 123 151     | 100,00      |  |
| Abstentions    | Abstentions             | Abstentions    | 41 597       | 33,77        | 30 805      | 25,01       |  |
| Votants        | Votants                 | Votants        | 81 564       | 66,23        | 92 346      | 74,99       |  |
| Blancs et nuls | Blancs et nuls          | Blancs et nuls | 1 026        | 1,26         | 1 959       | 2,12        |  |
| Exprimés       | Exprimés                | Exprimés       | 80 538       | 98,74        | 90 387      | 97,88       |  |

#### Deuxième circonscription (Montpellier-Ouest - Lodève)
| Candidat       | Candidat                    | Parti          | Premier tour | Premier tour | Second tour | Second tour |  |
| Candidat       | Candidat                    | Parti          | Voix         | %            | Voix        | %           |  |
| -------------- | --------------------------- | -------------- | ------------ | ------------ | ----------- | ----------- |  |
|                | Gilbert Sénès sortant réélu | PS             | 34 472       | 45,10        | 51 791      | 61,55       |  |
|                | Alain Roqueblave            | UDF (PR)       | 26 763       | 35,02        | 32 336      | 38,45       |  |
|                | Jacques Bonnet              | PCF            | 11 080       | 14,50        |             |             |  |
|                | Liam-Christian Fauchard     | PSU            | 1 914        | 2,50         |             |             |  |
|                | Marie-Claude Pelletier      | FN             | 890          | 1,16         |             |             |  |
|                | Henri Talvat                | LCR            | 758          | 0,99         |             |             |  |
|                | Maurice Chaynes             | LO             | 549          | 0,72         |             |             |  |
|                |                             |                |              |              |             |             |  |
| Inscrits       | Inscrits                    | Inscrits       | 115 535      | 100,00       | 115 531     | 100,00      |  |
| Abstentions    | Abstentions                 | Abstentions    | 37 814       | 32,73        | 29 758      | 25,76       |  |
| Votants        | Votants                     | Votants        | 77 721       | 67,27        | 85 773      | 74,24       |  |
| Blancs et nuls | Blancs et nuls              | Blancs et nuls | 1 295        | 1,67         | 1 666       | 1,94        |  |
| Exprimés       | Exprimés                    | Exprimés       | 76 426       | 98,33        | 84 107      | 98,06       |  |

#### Troisième circonscription (Sète)
| Candidat       | Candidat                | Parti          | Premier tour | Premier tour | Second tour | Second tour |  |
| Candidat       | Candidat                | Parti          | Voix         | %            | Voix        | %           |  |
| -------------- | ----------------------- | -------------- | ------------ | ------------ | ----------- | ----------- |  |
|                | Jean Lacombe élu        | PS             | 20 108       | 36,54        | 37 073      | 64,99       |  |
|                | Myriam Barbera sortante | PCF            | 17 475       | 31,76        | Retrait     | Retrait     |  |
|                | Yves Marchand           | UDF (CDS)      | 16 618       | 30,20        | 19 975      | 35,01       |  |
|                | Joseph Llansol          | Divers droite  | 826          | 1,50         |             |             |  |
|                |                         |                |              |              |             |             |  |
| Inscrits       | Inscrits                | Inscrits       | 79 794       | 100,00       | 79 777      | 100,00      |  |
| Abstentions    | Abstentions             | Abstentions    | 24 015       | 30,1         | 20 839      | 26,12       |  |
| Votants        | Votants                 | Votants        | 55 779       | 69,9         | 58 938      | 73,88       |  |
| Blancs et nuls | Blancs et nuls          | Blancs et nuls | 752          | 1,35         | 1 890       | 3,21        |  |
| Exprimés       | Exprimés                | Exprimés       | 55 027       | 98,65        | 57 048      | 96,79       |  |

#### Quatrième circonscription (Béziers-Nord - Bédarieux)
| Candidat       | Candidat                     | Parti          | Premier tour | Premier tour | Second tour | Second tour |  |
| Candidat       | Candidat                     | Parti          | Voix         | %            | Voix        | %           |  |
| -------------- | ---------------------------- | -------------- | ------------ | ------------ | ----------- | ----------- |  |
|                | Marcel Roques                | UDF (CDS)      | 21 556       | 37,85        | 26 320      | 43,97       |  |
|                | Paul Balmigère sortant réélu | PCF            | 18 702       | 32,84        | 33 542      | 56,03       |  |
|                | Max Véga-Ritter              | PS             | 16 689       | 29,31        | Retrait     | Retrait     |  |
|                |                              |                |              |              |             |             |  |
| Inscrits       | Inscrits                     | Inscrits       | 82 014       | 100,00       | 82 009      | 100,00      |  |
| Abstentions    | Abstentions                  | Abstentions    | 24 334       | 29,67        | 20 087      | 24,49       |  |
| Votants        | Votants                      | Votants        | 57 680       | 70,33        | 61 922      | 75,51       |  |
| Blancs et nuls | Blancs et nuls               | Blancs et nuls | 733          | 1,27         | 2 060       | 3,33        |  |
| Exprimés       | Exprimés                     | Exprimés       | 56 947       | 98,73        | 59 862      | 96,67       |  |

#### Cinquième circonscription (Béziers-Sud - Saint-Pons)
|                | Raoul Bayou sortant réélu | PS             | 20 181 | 51,06  |  |  |  |
|                | Abdon Auberthié           | PCF            | 8 729  | 22,08  |  |  |  |
|                | Christian Tessier         | RPR (UNM)      | 8 465  | 21,42  |  |  |  |
|                | André Troise              | Divers droite  | 2 149  | 5,44   |  |  |  |
|                |                           |                |        |        |  |  |  |
| Inscrits       | Inscrits                  | Inscrits       | 59 101 | 100,00 |  |  |  |
| Abstentions    | Abstentions               | Abstentions    | 19 022 | 32,19  |  |  |  |
| Votants        | Votants                   | Votants        | 40 079 | 67,81  |  |  |  |
| Blancs et nuls | Blancs et nuls            | Blancs et nuls | 555    | 1,38   |  |  |  |
| Exprimés       | Exprimés                  | Exprimés       | 39 524 | 98,62  |  |  |  |